# Burzyk śródziemnomorski
Burzyk śródziemnomorski (Puffinus yelkouan) – gatunek średniego ptaka oceanicznego z rodziny burzykowatych (Procellariidae), zamieszkujący Morze Śródziemne. Późnym latem może pojawiać się na Atlantyku. Do Polski nie zalatuje. Jest narażony na wyginięcie.

## Taksonomia
Taksonomia budzi kontrowersje. Do niedawna uznawany za podgatunek burzyka północnego (jako Puffinus puffinus yelkouan). Niektórzy systematycy uznają burzyka balearskiego (Puffinus mauretanicus) za podgatunek burzyka śródziemnomorskiego, inni klasyfikują je jako dwa odrębne gatunki.

## Charakterystyka
Cechy gatunkuObie płci ubarwione jednakowo. Wierzch ciała rdzawobrązowy, spód białawy. Spód skrzydeł ciemniejszy niż u podobnego burzyka północnego, ale jaśniejszy niż u burzyka balearskiego. Sylwetka krótka w kształcie cygara, skrzydła wąskie o ostrych końcach. Dziób ciemny. Lata nisko nad powierzchnią wody, z rzadka uderzając skrzydłami. W locie sylwetka przypomina krzyż, a końce nóg wystają poza krawędź ogona.
Wymiary średniedługość ciała ok. 33–38 cm
rozpiętość skrzydeł 80–89 cm
masa ciała ok. 350–460 g

## Ekologia i zachowanie

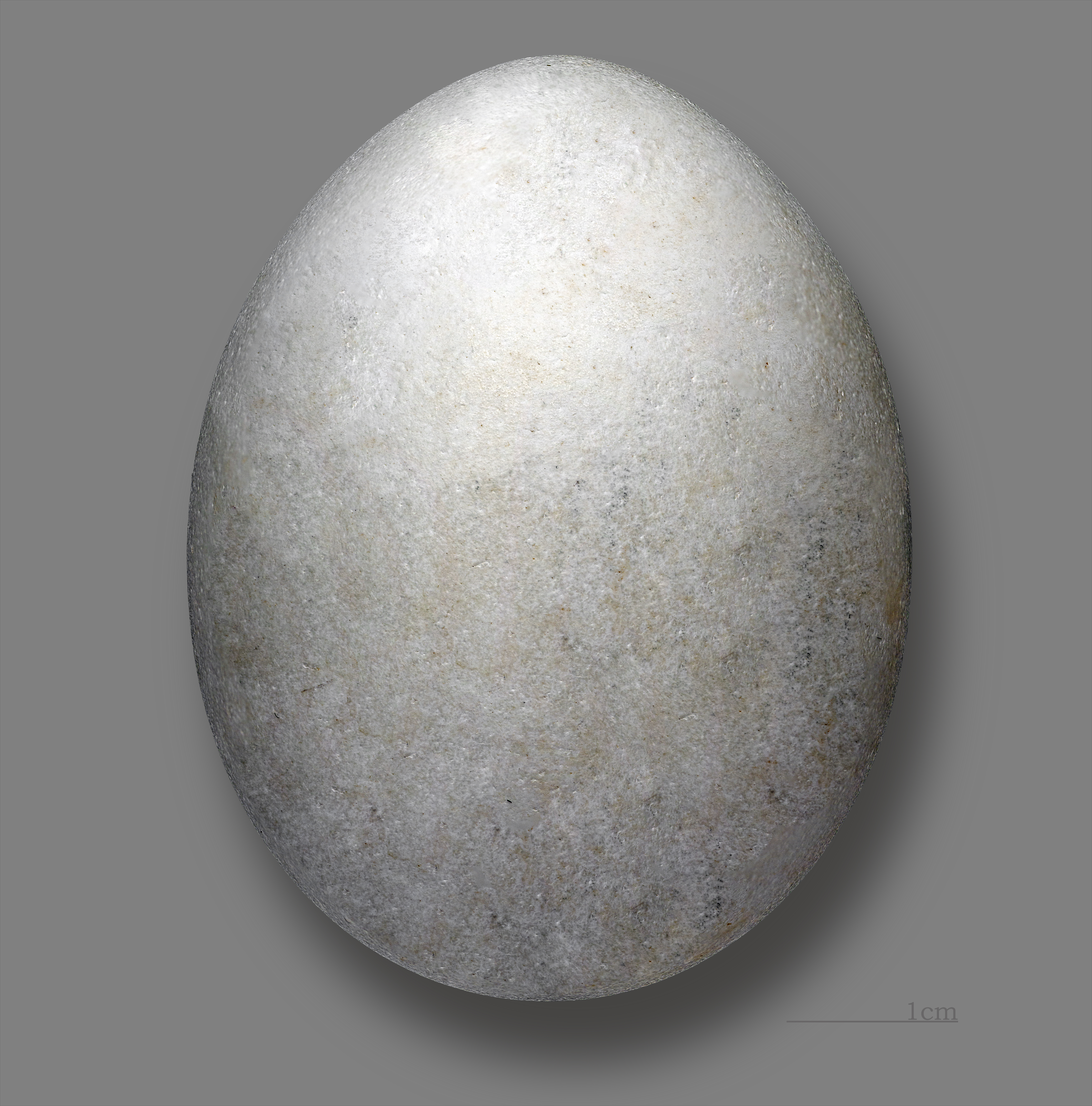
Jajo z kolekcji muzealnej

BiotopGniazduje na wyspach, a poza okresem lęgowym przebywa na otwartym morzu.
GniazdoNa wysepkach i klifach w wykopanej przez siebie norze (do 1,5 m głębokości), odwiedzanej wyłącznie w nocy, aby uniknąć wykrycia przez duże mewy mogące pożreć młode. Gnieździ się kolonijnie.
JajaJedno jajo w zniesieniu.
Wysiadywanie, pisklętaJajo wysiadywane jest przez okres 47–55 dni przez obydwoje rodziców. Pisklęta opuszczają gniazdo po 60–70 dniach.
PożywienieDrobne ryby, głowonogi i inne zwierzęta.

## Status
Międzynarodowa Unia Ochrony Przyrody (IUCN) od 2012 roku uznaje burzyka śródziemnomorskiego za gatunek narażony (VU – Vulnerable); wcześniej, od 2008 roku klasyfikowano go jako gatunek bliski zagrożenia (NT – Near Threatened), a od 2000 jako gatunek najmniejszej troski (LC – Least Concern). Globalny trend liczebności populacji uznawany jest za spadkowy.
IUCN od 2000 roku traktuje burzyka balearskiego (P. (y.) mauretanicus) jako odrębny gatunek, a od 2004 roku klasyfikuje go jako gatunek krytycznie zagrożony.